# Vendée Challans Basket
Il Vendée Challans Basket è una società cestistica avente sede a Challans, in Francia.

## Storia
Fondata nel 1936 all'interno della polisportiva Étoile sportive du Marais raggiunse per la prima volta la massima serie del campionato francese nella stagione 1971-72, rimanendovi per 16 stagioni consecutive, e partecipando anche a 4 edizioni della Coppa Korać. A partire dal 1989, la squadra ha continuato a militare nelle serie inferiori.